# 渾鎬
浑镐（?—?），唐朝将领，渾瑊第二子。
浑镐性情谦谨，喜欢结交士大夫。历任邓州刺史、唐州刺史，军政吏职，都有可称道的政绩。元和年间，延州沙陀部苦于边吏贪渎，多次扰边。李绛建言，应该选称职人才为刺史。于是浑镐担任延州刺史。诸道出师兵讨成德节度使王承宗，义武军节度使任迪简得病不能主军，浑镐以父威名，被任命为检校右散骑常侍，充义武军节度副使。元和九年（814年）六月，以义武军节度副使浑镐检校工部尚书，兼定州大都督府长史，充义武军节度使、易定观察使、北平军等使。
浑镐治兵练卒，很有威望，但是短于计略，不能持重。镇州、定州相去九十里，元和十一年（816年）冬，浑镐率全军压境，距成德军垒三十里。浑镐考虑不周，只是炫耀兵锋，无所控制，成德军见浑镐无斥候，分兵潜入定州界焚烧驱掠。浑镐大怒，进攻敌营，交锋战败，丧师过半，余众回到定州，朝廷以陈楚为节度使。陈楚驰入定州。浑镐为乱兵劫持，以至裸露被辱。陈楚在乱兵处找了衣服给了浑镐。元和十二年（817年）正月，得归朝中，贬为韶州刺史。后代州刺史韩重华上奏收得浑镐供军钱绢十余万贯匹，再贬为循州刺史。一年后去世，赠工部尚书。